# 션 둘리틀
션 로버트 둘리틀(Sean Robert Doolittle, 1986년 9월 26일 ~ )은 미국의 야구 선수로, 메이저 리그에 소속되어 있는 신시내티 레즈의 투수이다.